# Wendover (Utah)
Wendover é uma cidade localizada no estado norte-americano de Utah, no Condado de Tooele.

## Demografia
Segundo o censo norte-americano de 2000, a sua população era de 1537 habitantes.
Em 2006, foi estimada uma população de 1632, um aumento de 95 (6.2%).

## Geografia
De acordo com o United States Census Bureau tem uma área de
16,7 km², dos quais 16,7 km² cobertos por terra e 0,0 km² cobertos por água. Wendover localiza-se a aproximadamente 1308 m acima do nível do mar.

## Localidades na vizinhança
O diagrama seguinte representa as localidades num raio de 100 km ao redor de Wendover.